# プブリウス・センプロニウス・トゥディタヌス
プブリウス・センプロニウス・トゥディタヌス（ラテン語: Publius Sempronius Tuditanus, 生没年不詳、紀元前3世紀）は、共和政ローマの政務官。第二次ポエニ戦争に参戦し、カンナエの戦いでの敗戦後、少数の兵力でカルタゴ勢を突破して生き延びた。紀元前205年頃、第一次マケドニア戦争をポエニケの和約で終結させ、紀元前204年に執政官を務めた。

## 概説

### カンナエ後
カンナエの戦いでは司令官アエミリウス・パウッルスは野営地に10,000人守備として待機させていた。カンナエでの大敗でカルタゴ軍が目前に迫る中彼らは選択を迫られる。その士官の一人であったトゥディタヌスは生き残りの軍団の撤退の指揮を取ることとなった。
まずトゥディタヌスは皆に盾を持たせ、横並びにして防御網を作り疲弊したカルタゴ兵を強行突破しようと提案、この提案にはほとんどの者が反対、多くの者はハンニバルに降伏して元老院からの賠償金で解放してもらおうと言った。トゥディタヌスは自分に賛同してくれた600人の者とともに圧倒的なカルタゴ勢に突入、驚いたカルタゴ兵たちは突破を許してしまう。この行為が彼の存在を有名にした。
フロンティヌスによれば、トゥディタヌスとグナエウス・オクタウィウスは包囲されると、剣を抜いて突破するよう味方に促し、他についてくる者がいなくとも、自分たちはそう決めたと宣言した。そのとき陣営には歩兵50人と12騎しかいなかったが同調する者がおり、無傷でカヌシウムまでたどり着くことが出来た。
その後、捕虜の身代金を公費でまかなうかどうか議論になったが、執政官ティトゥス・マンリウス・トルクァトゥスはトゥディタヌスが突破してきたことを挙げ、「誰に真の勇気があり、誰が臆病であったか、ここに生き証人がいる。捕虜たちに彼のような勇気があれば、今頃捕虜ではなかっただろう。7000人のうち600人だけが彼に従った。彼の言うことを聞いて戦うことをせず、ハンニバルに降伏したのが正しいことだろうか。真に勇気のある男たちは、こうして祖国に帰ってきているのだ。彼らに身代金を払うべきではないだろう。」と主張した。

### クルスス・ホノルム
紀元前214年にはアエディリス・クルリスの一人として、初めて開催された4日間のルディ（祝祭）を主催している。そして翌年のプラエトルに選出された。彼はアトリヌムを急襲し、7000人以上を捕虜としてかなりの額を強奪した。更にインペリウムが延長されると、ガリア・キサルピナ担当となり、その翌年も2軍団を保持した。

### ケンソル
紀元前209年にトゥディタヌスは執政官にならないまま、マルクス・コルネリウス・ケテグスとともにケンソル（監察官）に選ばれる。彼らは元老院の許可を得て、カプアの土地を希望者に個人的土地分配した。ケンソルには元老院議員名簿を改訂する際、元老院で最初に発言する権利を持った第一人者を任命する習慣があり、同僚のケテグスは、現存する中で最も早くケンソルを経験した者を指名すべきで、それはトルクァトゥスであると主張したが、彼は、神々は私に自由に選択する権利を与えたもうたのだと言って、ハンニバルに必ずツケを払わせると皆の前で誓ったクィントゥス・ファビウス・マクシムスを指名し、結局ケテグスが折れ彼の支持が通った。8名の議員が除名され、その中にはカンナエの後イタリアを放棄すべきだと主張したカエキリウス・メテッルス家の者も含まれていた。更にエクィテスの中からカンナエで騎馬隊に所属していたものの公有馬を没収、火事で焼失したフォルム周りの再建も行った。

### プロコンスル
紀元前205年、プブリウス・スルピキウス・ガルバ・マクシムスの後任プロコンスル（前執政官）として、第一次マケドニア戦争の指揮を執ったが、ポエニケの和約を結んだ。

### コンスル
紀元前204年にトゥディタヌスはコルネリウス・ケテグスとともに執政官となる。彼らはロクリでクィントゥス・プレミニウスが行った非道と彼を信任したスキピオ・アフリカヌスに対する苦情を調査する特別委員会を組織した。トゥディタヌスはブルッティウムで苦戦するものの、プブリウス・リキニウス・クラッスス・ディウェスと合流し、フォルトゥーナ・プリミゲニア神殿で誓いを立てると勝利してクランペティアなどを陥落させた。